# Хуго фон Хоенберг
Хуго I фон Хоенберг (на немски: Hugo von Hohenberg; † 26 май 1354) e швабски граф на Хоенберг-Ротенбург.
Той е син на граф Рудолф I фон Хоенберг († 17 април 1298, убит) и първата му съпруга графиня Агнес фон Верденберг († юни 1317), дъщеря на граф Хуго II фон Верденберг-Хайлигенберг и графиня Еуфемия фон Ортенбург-Каринтия. Роднина е с Гертруда фон Хоенберг († 1281), съпругата на крал Рудолф фон Хабсбург († 1291).
Брат е на Алберт V († 1359), граф на Хоенберг, епископ на Фрайзинг (1349 – 1359), Рудолф II фон Хоенберг († 1335), граф на Хоенберг, и Хайнрих († 1352, убит), граф на Хоенберг.

## Фамилия
Хуго се жени пр. 8 юни 1333 г. за графиня Урсула фон Пфирт († пр. 5 февруари 1367/сл. 5 май 1367), дъщеря на граф Улрих III фон Пфирт († 1324) и Йохана/Жана Бургундска от Дом Шалон († 1349). Те имат една дъщеря:
- Урсула фон Хоенберг-Ротенбург († сл. 1380), омъжена I. пр. 9 февруари 1367 г. за граф Вилхелм III фон Монфор-Брегенц († 19 октомври 1368 във Виена), II. ок. 1370 г. за ландграф Еберхард IV фон Щюлинген, господар на Лангенщайн, бургграф на Тирол († 15 януари 1380)

Вдовицата му Урсула фон Пфирт се омъжва втори път 1354 г. за граф Вилхелм II фон Монфор-Брегенц († 1373/1374).